# Natalia D'Angelo
Natalia D'Angelo (Avezzano, 14 de diciembre de 1998) es una deportista italiana que compite en taekwondo. En los Juegos Europeos de Cracovia 2023 consiguió una medalla de bronce en la categoría de –67 kg.

## Palmarés internacional
| Juegos Europeos | Juegos Europeos         | Juegos Europeos   | Juegos Europeos |
| Año             | Lugar                   | Medalla           | Categoría       |
| --------------- | ----------------------- | ----------------- | --------------- |
| 2023            | Krynica-Zdrój (Polonia) | Medalla de bronce | –67 kg          |